# آلکساندر مانوچاریان
آلکساندر آرامی مانوچاریان (ارمنی: Ալեքսանդր Արամի Մանուչարյան؛ زادهٔ ۱۹ فوریهٔ ۱۹۲۹) یک  سیاستمدار اهل ارمنستان است که از تاریخ ۱۹۹۰ تا تاریخ ۱۹۹۵ سمت نمایندگی دوره اول شورای عالی جمهوری ارمنستان را برعهده داشت.

## زندگی‌نامه
در 	۱۹ فوریهٔ ۱۹۲۹ ‏در ارمنستان به دنیا آمد . 